# Metalo Fantazijos
Metalo Fantazijos je malé exteriérové muzeum či skansen nacházející se v areálu kempu v Pušelė na východním pobřeží jezera Vištytis v okrese Vilkaviškis v Marijampolském kraji v jižní Litvě.

## Další informace
Více než 800 exponátů je netradičně vytvořeno z kovových částí (automobilů, technických profilů, nádob, plechů, ozubených kol, řetězů, šroubů atp.), které byly původně odsouzeny k recyklaci nebo zničení. V exponátech se nacházejí zástupci plastik současné i vyhynulé flóry a fauny, nábytku, automobilů aj. dopravních prostředků, hudebních nástrojů aj. Exponáty jsou v noci osvětlené. Muzeum je nedílnou součástí kempu Pušelė. Vstup je zpoplatněn.

## Galerie

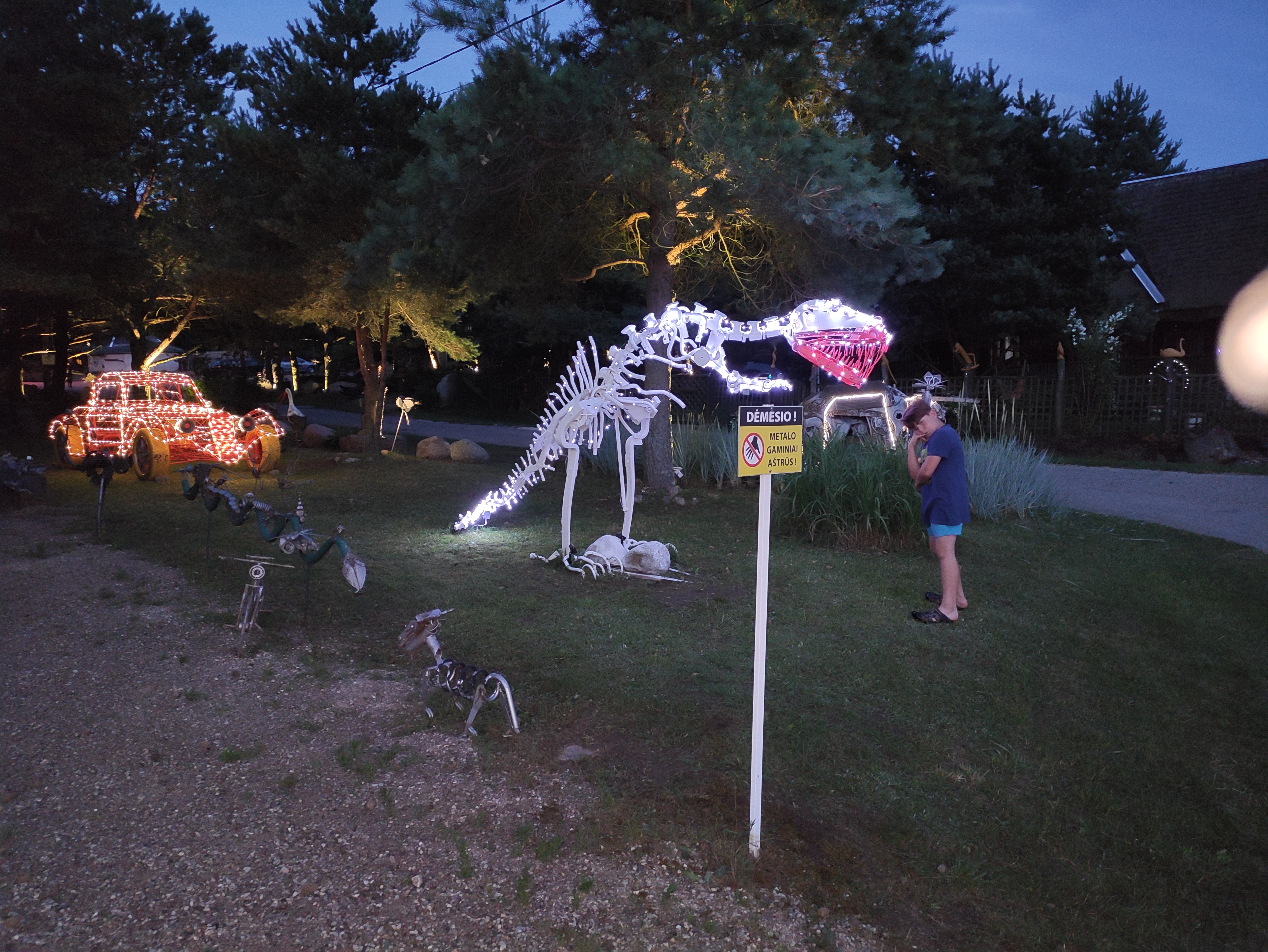
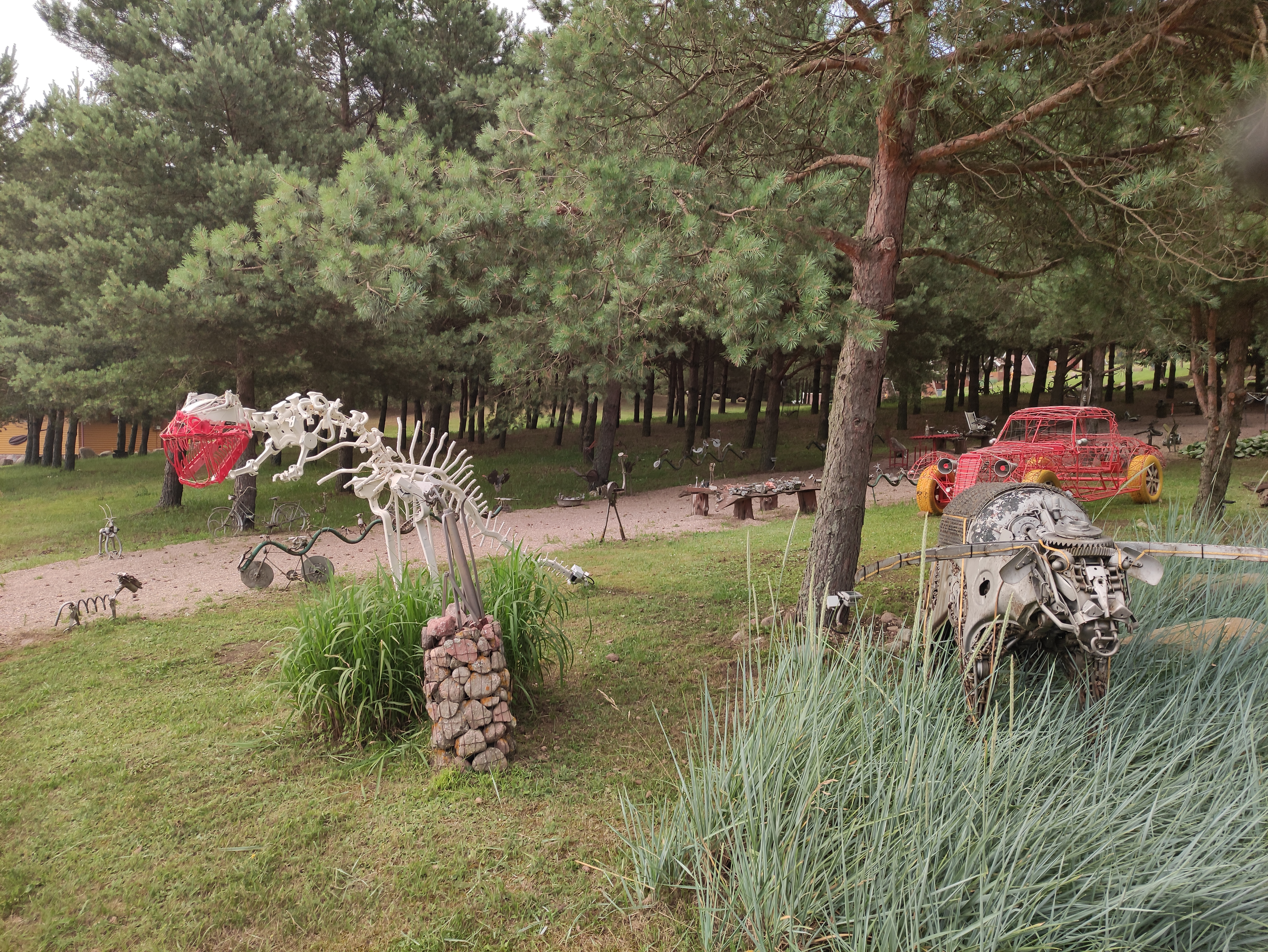
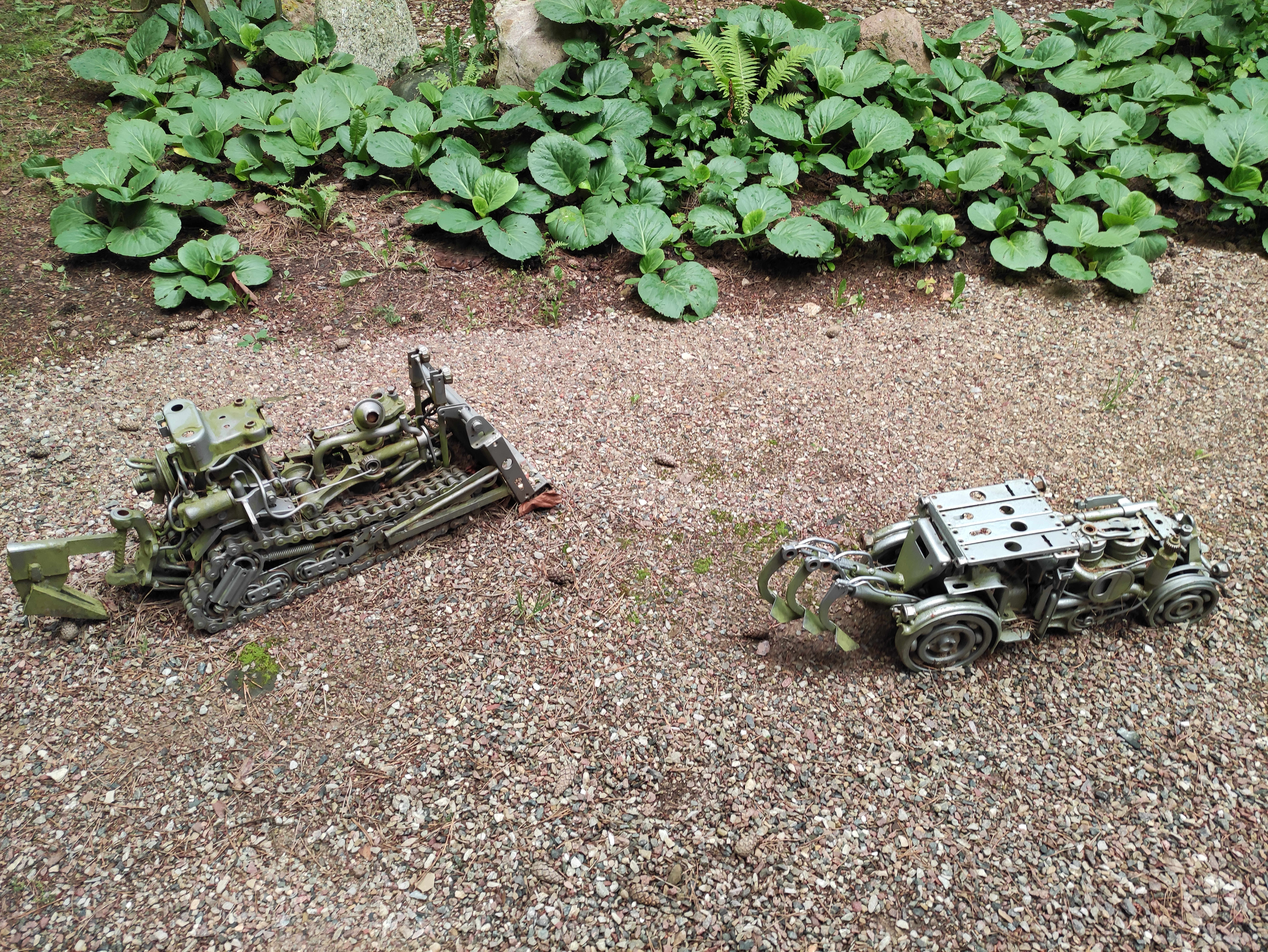
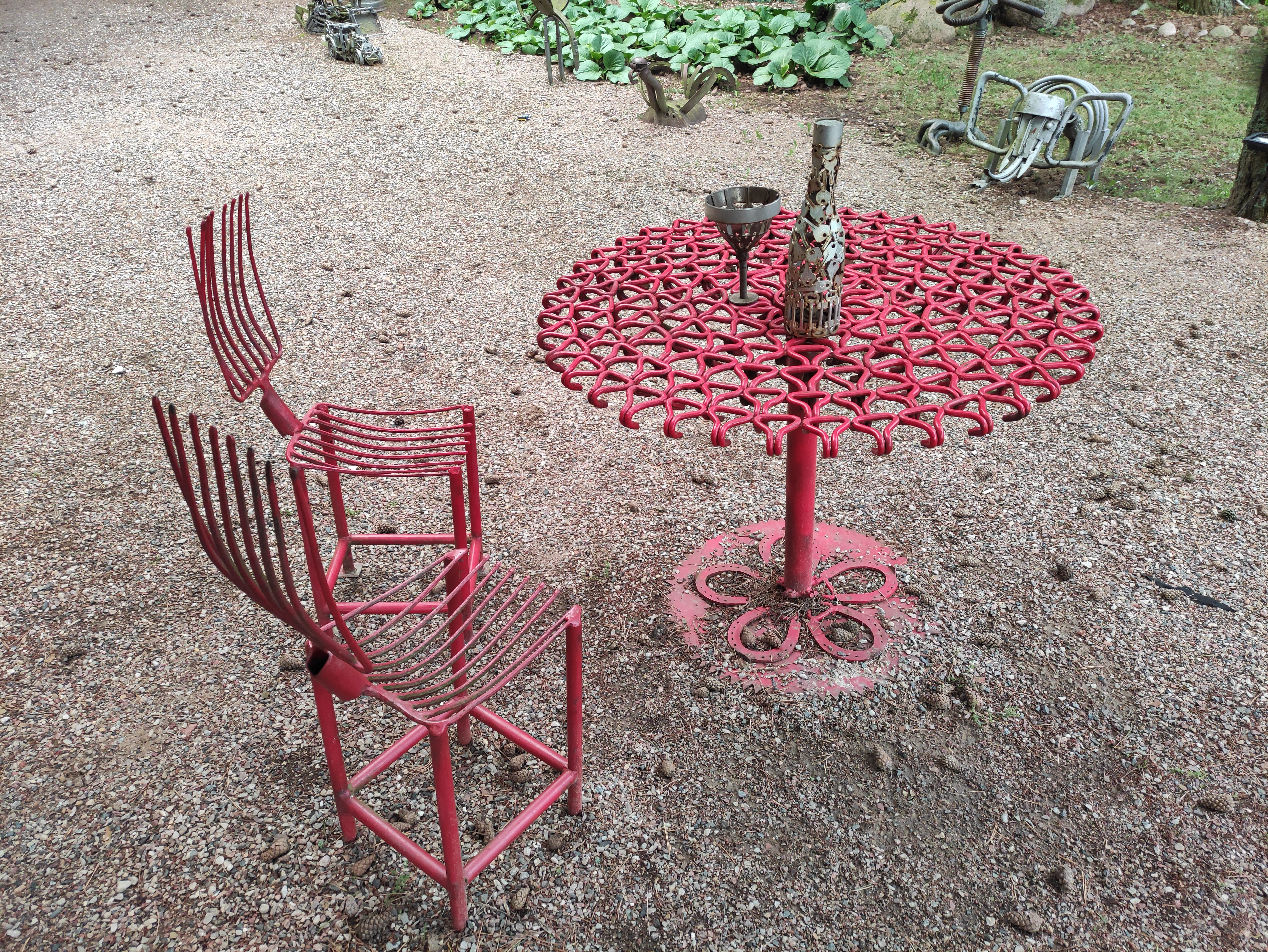
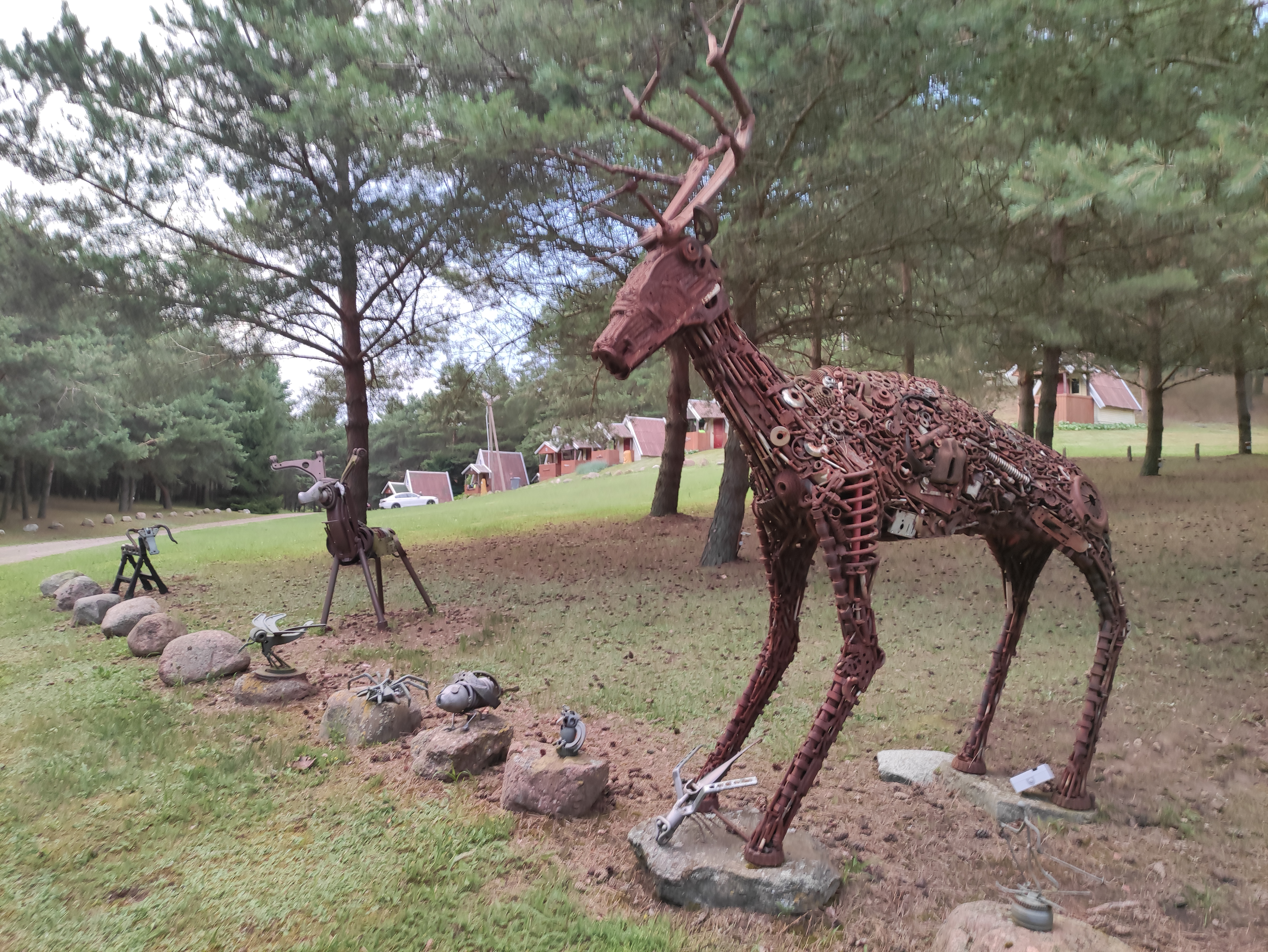
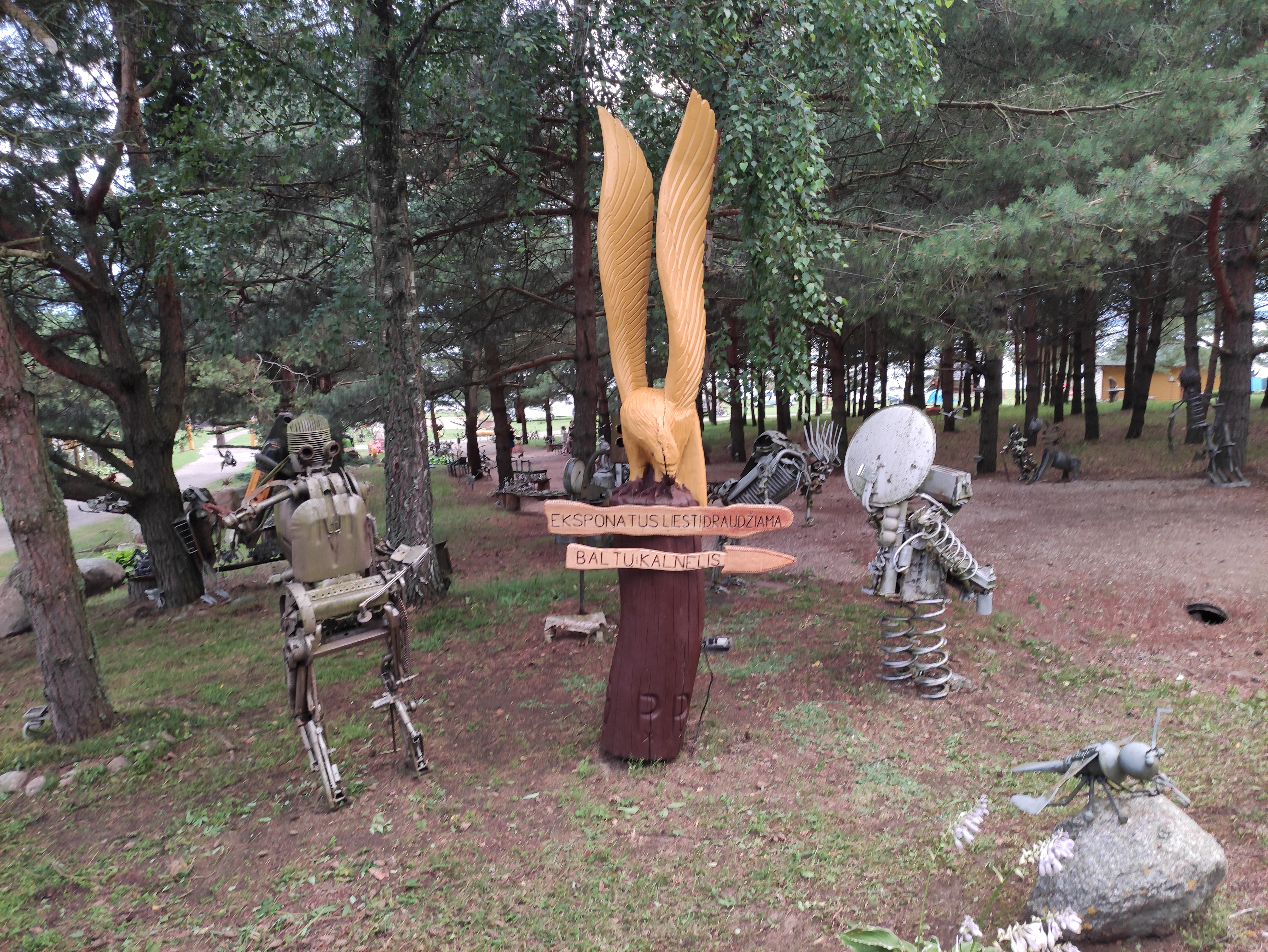